# Jean Girault
Jean Girault (Villenauxe-la-Grande, França, 9 de maig de 1924 - París, 20 de juliol de 1982) va ser un director de cinema i guionista francès.

## Biografia
Es va casar amb Françoise Jourdanet (maquilladora, i actriu a  Un drôle de colonel , Les Grandes Vacances , Le Juge, i van tenir junts una filla, Dominique, de la qual Louis de Funès va acceptar ser el padrí.
Principalment autor de pel·lícules còmiques, va rodar nombroses pel·lícules interpretades per Louis de Funès, entre les quals El Gendarme de Saint-Tropez i les seves continuacions. Va morir durant el rodatge de la seva última realització (Le Gendarme et les Gendarmettes) a conseqüència d'una tuberculosi, a l'edat de 58 anys. Reposa al cementiri parisenc de Bagneux, en els Hauts-de-Seine.

## Filmografia[3]
- 1960: Les Moutons de Panurge amb Darry Cowl
- 1960: Les Pique-assiette, amb Darry Cowl i Francis Blanche
- 1961: Les Livreurs, amb Darry Cowl i Francis Blanche
- 1962: Les Bricoleurs, amb Darry Cowl i Francis Blanche
- 1962: Les Veinards (film d'esquetxos codirigit)
- 1963: Pouic-Pouic, amb Louis de Funès i Jacqueline Maillan
- 1963: Faites sauter la banque !, amb Louis de Funès i Jean-Pierre Marielle
- 1964: Les Gorilles, amb Darry Cowl i Francis Blanche
- 1964: Le Gendarme de Saint-Tropez, amb Louis de Funès
- 1965: Le Gendarme à New York, amb Louis de Funès
- 1966: Monsieur le président-directeur général amb Pierre Mondy, Michel Galabru i Jacqueline Maillan
- 1967: Vacances d'estiu (Les Grandes Vacances), amb Louis de Funès
- 1968: El gendarme es casa (Le gendarme se marie), amb Louis de Funès
- 1968: Un drôle de colonel, amb Jean Lefebvre i Jean Yanne
- 1969: La Maison de campagne amb Jean Richard
- 1970: El gendarme toca el dos (Le Gendarme en balade), amb Louis de Funès
- 1971: Joe, un cadàver molt atrafegat (Jo), amb Louis de Funès
- 1971: Le Juge, amb Pierre Perret
- 1972: Les Charlots font l'Espagne, amb Les Charlots
- 1973: Le Concierge amb Bernard Le Coq, Michel Galabru i Daniel Ceccaldi
- 1973: Le Permis de conduire, amb Louis Velle
- 1974: Deux grandes filles dans un pyjama amb Philippe Nicaud
- 1975: L'Intrépide, amb Louis Velle
- 1976: Les murs ont des oreilles, amb Louis Velle
- 1976: L'Année sainte, amb Jean Gabin
- 1977: Le mille-pattes fait des claquettes, amb Francis Perrin
- 1978: L'Horoscope
- 1978: Sam et Sally, (sèrie TV), 2 episodis: Le Collier et Isabelita
- 1978: El gendarme i els extraterrestres (Le Gendarme et les Extra-terrestres), amb Louis de Funès
- 1979: L'Avare, amb Louis de Funès
- 1981: La Soupe aux choux, amb Louis de Funès
- 1981: Ach du lieber Harry, amb Dieter Hallervorden
- 1982: El gendarme i les gendarmes (Le Gendarme et les Gendarmettes), amb Louis de Funès

## Teatre
Autor
- 1951: L'Amour, toujours l'amour de Jean Girault i Jacques Vilfrid, posada en escena Pierre Mondy, Théâtre Antoine
- 1952: Sans cérémonie de Jean Girault i Jacques Vilfrid, Théâtre Daunou
- 1969: S.O.S. Homme seul de Jean Girault i Jacques Vilfrid, posada en escena Michel Vocoret, Théâtre des Nouveautés

## Un cineasta fidel
Entre els seus actors fetitxes, trobem Michel Galabru (16 films), Louis de Funès (12 films), Guy Grosso (11 films), Michel Modo (9 films), Jean Lefebvre (7 films), Claude Gensac (7 films), Christian Marin (6 films), Francis Blanche (5 films), Darry Cowl (5 films), Paul Préboist (5 films)